# Jan Tichy
Jan Franciszek Tichy OSB (cs. Jan František Tichy, en. John Francis Tichy) (ur. 11 lipca 1869 w Vyravie, zm. 30 marca 1951 w Cleveland) – biskup starokatolicki, ordynariusz czeskich i słowackich starokatolików w Stanach Zjednoczonych.

## Życiorys

### Ksiądz rzymskokatolicki
Jan Tichy pochodził z Czech. Święcenia kapłańskie przyjął 17 lipca 1892 roku z rąk biskupa Hradec Králové, Józefa Haisa. W latach 1892–1898 był wikariuszem w diecezji hradeckralovskiej. W 1898 roku został wysłany do pracy duszpasterskiej wśród emigrantów słowiańskich w Stanach Zjednoczonych Ameryki.
W latach 1898–1901 był duszpasterzem w archidiecezji Saint Louis. Jako poliglota został przydzielony do posługi wśród Polaków. Z uwagi na brak akceptacji ze strony wiernych polskojęzycznych dla czeskiego księdza, Tichy nie mogąc znaleźć porozumienia z parafianami opuścił przydzieloną mu placówkę i w 1901 roku został przeniesiony do pracy w diecezji Cleveland. Tam został księdzem parafii rzymskokatolickiej św. Władysława w Cleveland, której wiernymi byli słowaccy katolicy. I tutaj jednak napotkał na problemy z akceptacją.
W parafii powstał konflikt. Część wiernych chciała mieć słowackiego proboszcza i nie godziła się na decyzję kurii o przydzieleniu na placówkę Czecha. Druga część akceptowała księdza Jana Tichego jako duszpasterza.

### Ksiądz starokatolicki
Brak reakcji biskupa Cleveland na sytuację w parafii oraz jego niezrozumienie dla antagonizmów narodowych spowodowało rozłam. Ksiądz Jan Tichy i wspierająca go grupa wiernych postanowiła odejść z Kościoła katolickiego i utworzyć parafię niezależną.
26 września 1902 roku ksiądz Jan Tichy wraz z częścią parafian założył niezależną słowacką parafię narodową św. Jana Nepomucena w Cleveland. 24 października 1902 roku spotkało się to z negatywną reakcją kurii biskupiej. Ksiądz Tichy został suspendowany, a następnie ekskomunikowany.
Po odejściu z Kościoła katolickiego rozpoczął starania o przyjęcie parafii św. Jana Nepomucena w Cleveland do wspólnoty starokatolickiej. Nawiązał w tym celu rozmowy z Unią Utrechcką Kościołów Starokatolickich i biskupem Diecezji Starokatolickiej w Stanach Zjednoczonych Ameryki, Antonim Kozłowskim.
W 1904 roku na kongresie w Olten słowacka wspólnota z Cleveland została przyłączona do Diecezji Starokatolickiej w Stanach Zjednoczonych Ameryki. Na jednolitą strukturę wspólnoty nie zgodzili się jednak wierni Kościoła Polskokatolickiego. Pragnęli oni bowiem dalej zachować odrębność obyczajową i narodowy charakter. 18 stycznia 1905 roku starokatolicki arcybiskup Utrechtu, Gerard Gul wyznaczył więc księdza Jana Tichego administratorem biskupim i utworzył w ramach diecezji autonomiczny ordynariat dla innych wiernych słowiańskich w Stanach Zjednoczonych Ameryki.

### Biskup starokatolicki
W 1905 roku biskup Antoni Kozłowski konsekrował Jana Tichego na swojego biskupa pomocniczego i koadiutora z zadaniem opieki nad podległymi mu czeskimi i słowackimi parafiami starokatolickimi w Stanach Zjednoczonych Ameryki. Tichy objął również swoją opieką parafię polskokatolicką Franciszka Kołaszewskiego w Cleveland, która wcześniej podlegała pod jurysdykcję arcybiskupa Josepha Vilatte.
Po śmierci Antoniego Kozłowskiego w 1907 roku, biskup Jan Tichy administrował przez pewien okres Kościołem Polskokatolickim w Chicago do czasu jego połączenia w 1909 roku z Polskim Narodowym Kościołem Katolickim. Starał się o zwierzchność nad diecezją starokatolicką w Stanach Zjednoczonych Ameryki. Jego sytuacja była w tym czasie jednak problematyczna, gdyż jego święcenia biskupie nie były uznawane za ważne przez Międzynarodową Konferencję Biskupów Starokatolickich.
Po 1909 roku Tichy związał się ze starokatolickim klasztorem benedyktynów św. Jana Chrzciciela w Fond du Lac, gdzie rezydował i dla którego w 1911 roku wyświęcił na opata, Williama Henriego Francisa Brothersa.
W 1914 roku biskup Jan Tichy porzucił kapłaństwo. Związał się z wdową, Emmą Schoedel, z którą żył w nieformalnym związku do 1927 roku. Pracował w tym czasie w konsulatach Austrii i Królestwa Szwecji.

### Rekoncyliacja
W 1932 roku Jan Tichy postanowił powrócić na łono Kościoła rzymskokatolickiego i złożył rekoncyliację. Po pokucie otrzymał przyzwolenie na pełnienie funkcji kapłańskich. Zamieszkał w domu diecezjalnym w Cleveland, gdzie do końca życia był rezydentem i otrzymywał jako emerytowany ksiądz zapomogę.
Zmarł w 1951 roku po krótkiej chorobie w szpitalu św. Wincentego w Cleveland. Pochowany został na cmentarzu Calvary w Cleveland.